# Ángel Matos García
Ángel N. Matos García (San Juan, 19 de abril) es un político puertorriqueño que desde el 2013 sirve como Representante por el distrito 40. Afiliado al Partido Popular Democrático, Matos sirve como el portavoz de la delegación de su partido desde 2021 hasta el 2025.

## Vida
Tiene un Bachillerato en Artes con concentración en administración de la Universidad Interamericana de Puerto Rico. Realizó su práctica en publicidad en el Instituto Tecnológico y de Estudios Superiores de Monterrey en Monterrey, México y en el Centro Euro Latinoamericano de la Juventud en Mollina, España.

## Historial electoral
| Elección | Cargo                              | Partido | Partido | Votos  | %     | Posición | Resultado |
| -------- | ---------------------------------- | ------- | ------- | ------ | ----- | -------- | --------- |
| 2012     | Representante por el 40.º distrito |         | PPD     | 19,536 | 50.16 | 1.º      | Electo    |
| 2016     | Representante por el 40.º distrito |         | PPD     | 15,066 | 48.37 | 1.º      | Reelecto  |
| 2020     | Representante por el 40.º distrito |         | PPD     | 8,697  | 36.69 | 1.º      | Reelecto  |
| 2024     | Representante por el 40.º distrito |         | PPD     | 7,756  | 32.47 | 2.º      | Derrotado |